# 드라큘라: 어 러브 테일
《드라큘라: 어 러브 테일》(영어: Dracula: A Love Tale)은 2025년 개봉 예정인 고딕 공포 영화로, 브램 스토커의 소설 《드라큘라》를 각색했다. 뤼크 베송이 각본을 쓰고 연출했으며, 배우 케일럽 랜드리 존스가 드라큘라 역을 맡았다.

## 출연진
- 케일럽 랜드리 존스 - 드라큘라
- 크리스토프 발츠 - 사제
- 마틸다 데 안젤리스 - 마리아
- 조이 블루 사이델 - 엘리사베타 / 미나
- 살로몬 파사리엘로
- 헤이먼 마리아 버팅어